# Sylvestre Ngouchinghe
Sylvestre Ngouchinghe est un homme d'affaires camerounais originaire de la ville de Bafoussam.

## Biographie

### Enfance et débuts
Sylvestre Ngouchinghe commence sa carrière comme vendeur dans le Cameroun de l'ouest. Il fait ensuite fortune au travers d’activités commerciales d'importation et de négoce de poisson au Cameroun.

### Carrière

#### Homme d'affaires
Il est propriétaire de Congelcam, la plus grande poissonnerie au Cameroun, une entreprise de négoce et de distribution de poisson. Il contrôle ainsi 70% du marché du poisson au Cameroun.

#### Homme politique
Lors des élections sénatoriales de 2013, il est nommé sénateur suppléant de la région de l’Ouest Cameroun par le président de la République. Il est élu sénateur en 2018. 
Il est impliqué dans un scandale de corruption en décembre 2018. Selon les médias 237 Actu et Actu Cameroun, une demande de levée de son immunité parlementaire est déposée au bureau du Sénat par la Commission nationale anti-corruption : sa société est suspectée de détournements des fonds pour environ 32 milliards de Franc CFA. 

#### Philanthrope
En avril 2020, il fait un don de 250 millions de francs CFA au Fonds de solidarité camerounais contre le COVID-19. 